# 博蒙阿梅勒
博蒙阿梅勒（法語：Beaumont-Hamel，法語發音：[bomɔ̃ amɛl]）是法国上法蘭西大區索姆省的一个市镇，属于佩罗讷区。

## 地理
博蒙阿梅勒（50°5'1"N, 2°39'23"E）面积8.31 平方千米，位于法国上法蘭西大區索姆省，该省份为法国北部沿海省份，北起加来海峡省和北部省，西接滨海塞纳省和大西洋英吉利海峡，南至瓦兹省，东临埃纳省。
与博蒙阿梅勒接壤的市镇（或旧市镇、城区）包括：埃比泰尔讷、皮雪、欧雄维莱、欧蒂耶、昂克尔河畔博库尔、梅尼勒马丹萨尔、蒂耶普瓦勒。

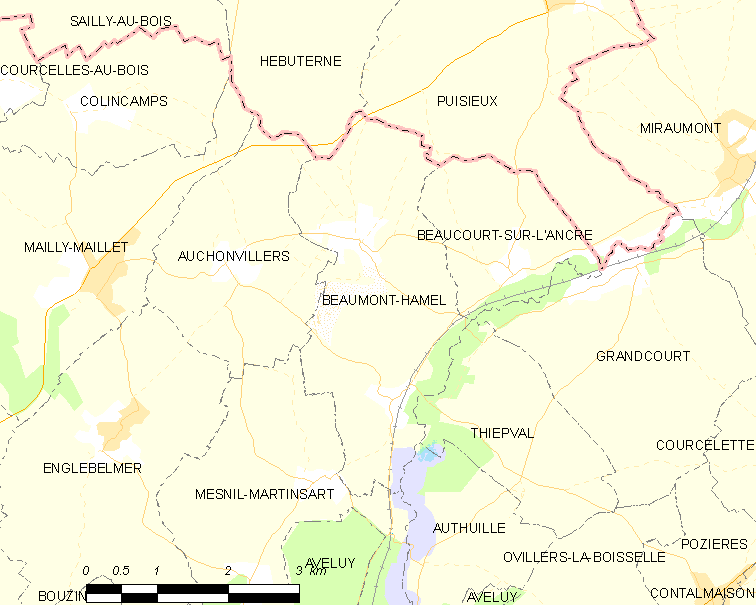
博蒙阿梅勒的OSM定位图

博蒙阿梅勒的时区为UTC+01:00、UTC+02:00（夏令时）。

## 行政
博蒙阿梅勒的邮政编码为80300，INSEE市镇编码为80069。

## 政治
博蒙阿梅勒所属的省级选区为阿尔贝县。

## 人口

1962-2008年间博蒙阿梅勒人口变化图示

博蒙阿梅勒于2022年1月1日时的人口数量为202人。